# Aloe helenae
Espèce
Classification APG III (2009)
Aloe helenae est une espèce de plante du genre Aloe, endémique de Madagascar. C’est une espèce en danger critique d'extinction de la liste rouge de l'UICN. 

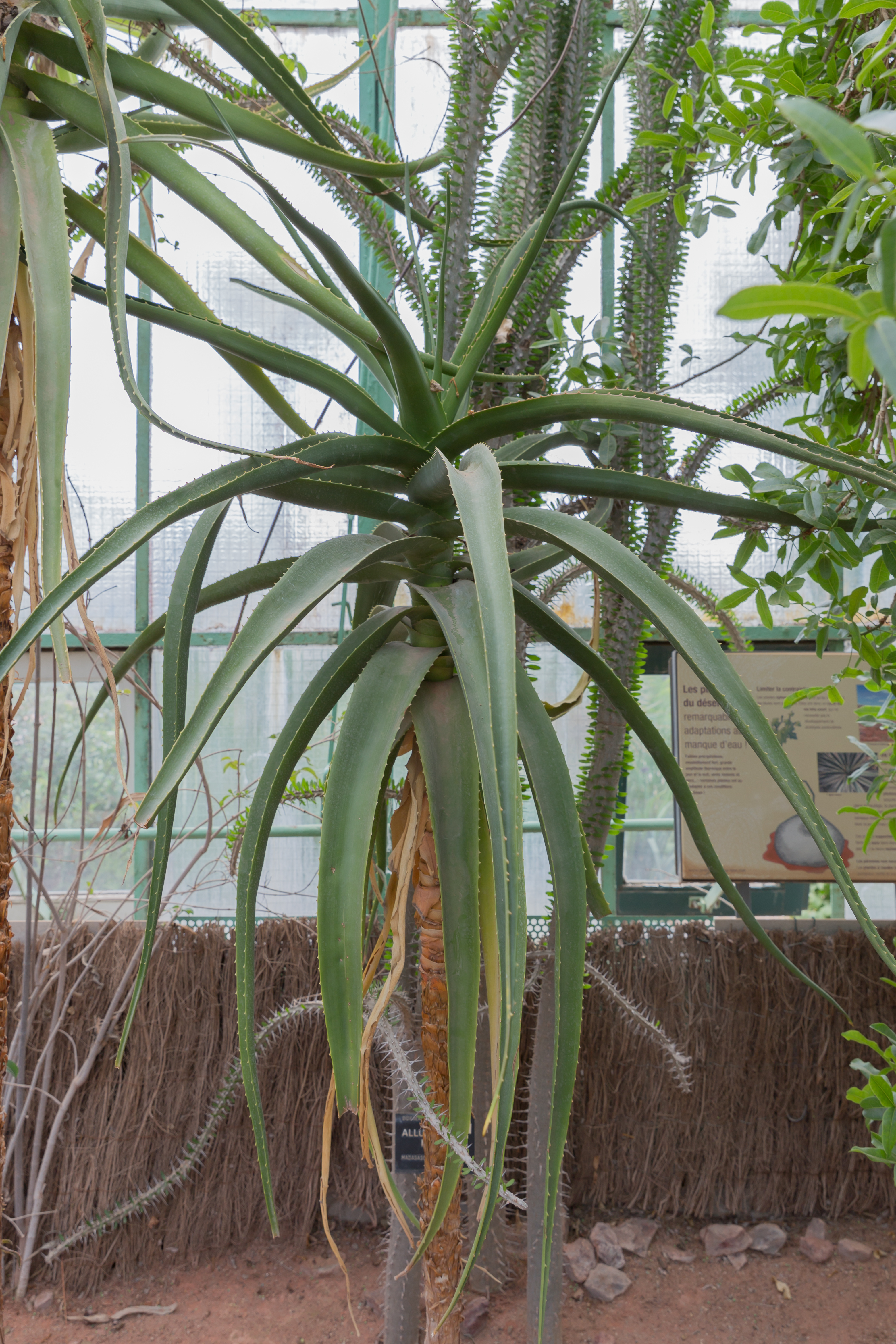
Aloe helenae au jardin botanique de Lyon, France.